# 玉龙答失
玉龙答失（？—1270年代），蒙哥第三子，忽都台大皇后所生。
忽必烈和阿里不哥争位，玉龙答失支持阿里不哥。中统末年，玉龙答失与弟昔里吉、兄长阿速台降忽必烈。阿里不哥失势，部众多弃阿里不哥跟从玉龙答失。阿里不哥藏起来蒙哥玉玺，玉龙答失索取得到。至元元年（1264年），奉玺归附忽必烈，忽必烈大喜，赐玉龙答失印，并赏给他先朝猎户。三年（1266年），以阿速台原赐卫辉路为他的分地。不久，玉龙答失去世。
有二子，撒里蛮、卫王完泽。撒里蛮曾随昔里吉叛元，后被赦免。完泽二子，郯王彻彻秃、卫王宽彻哥。

## 延伸阅读
[在维基数据编辑]
 《新元史/卷112》，出自柯劭忞《新元史》